# Notger
Notger (Suàbia, 930 – Lieja, 1008) va ser el primer príncep-bisbe del Principat de Lieja.

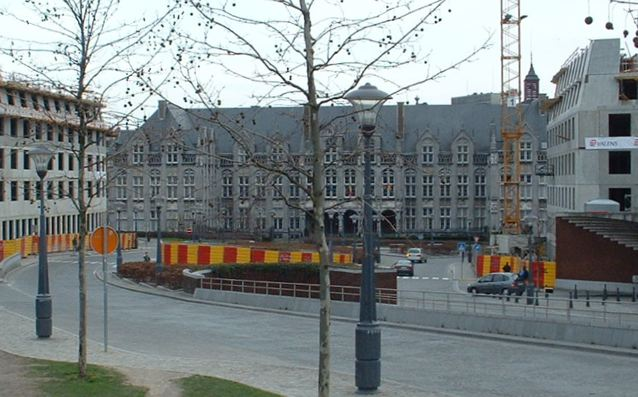
Plaça de Notger a Lieja amb l'ala del del Palau dels Prínceps-Bisbes i l'ampliació del en obres

Notger, també anomenat Notker, era un noble suabi, monjo de l'abadia de Sankt Gallen. Va esdevenir canceller de l'emperador Otó I del Sacre Imperi Romanogermànic. Otó II el nomenà bisbe de Lieja, el 27 d'octubre 971. Home de confiança, Notger tenia el paper de contenir de manera diplomàtica les aspiracions d'autonomia dels ducs de Lotaríngia a les marques de l'imperi. L'emperadriu Teofania, que exercia la tutoria del jove Otó III, va concedir-li el comtat d'Huy al 980. En obtenir poders seculars, va esdevenir doncs príncep-bisbe. Aquestes possessions van donar-li els recursos per a començar la construcció i la fortificació de Lieja. Notger va aliar-se amb l'emperador Enric III en les guerres contra el comte Balduí IV de Flandes a la baixa Lotaríngia. Les seves despulles es troben a la col·legiata de Sant Joan a Lieja.
Tot i ser un gran diplomàtic i estrateg, també era un home de lletres i d'arts. Va inspirar la construcció d'esglésies, la catedral de Sant Lambert i el primer palau bisbal de Lieja. Va estimular els artistes i va crear l'escola de la catedral que atreia escolars de tot arreu l'imperi. Avui, roman poc de les seves construccions, ja que els seus successors les van ampliar i modernitzar i una gran part de les obres d'art i dels monuments de la seva era van perdre's el 1468 durant la destrucció de la ciutat i les massacres a càrrec de Carles I de Borgonya, el temerari.